# Сенезино
Франческо Бернарди (итал. Francesco Bernardi, franˈtʃesko berˈnardi; 31 октября 1686 года — 27 ноября 1758 года) по прозвищу Сенезино (итал. Senesino; seneˈziːno; традиционное тосканское произношение: seneˈsiːno) —  итальянский певец-кастрат, соперничавший по знаменитости среди певцов своего времени с Фаринелли.
Долгое время сотрудничал с композитором Георгом Фридрихом Генделем. Его альтовый голос, отличавшийся техничностью и гибкостью, был не лишен глубины, насыщенности и милозвучности тембра. Партии в операх Генделя, написанные для Сенезино, рассчитаны на диапазон голоса от h (си малой октавы) до f² (фа второй октавы), что свидетельствует о таланте Генделя максимально показать голос в лучшей его тесситуре.

## Ранние годы и карьера
Сенезино был сыном парикмахера из Сиены (отсюда его сценическое имя). Там он поступил в церковный хор в 1695 году и был кастрирован в 13 лет, что являлось сравнительно поздним возрастом для этой операции. Дебютировал в Венеции в 1707 году, в течение следующего десятилетия приобрёл европейскую известность, и к 1717 году пел  в Дрездене в опере Лотти («Юпитер в Аргосе»), получая крупные гонорары.
Как и многие кастраты, Сенезино не владел в должной мере своими действиями и жестами. В 1715 году импресарио Франческо Дзамбеккари писал о его выступлении в Неаполе: «Сенезино продолжает вести себя довольно ужасно; он стоит, как статуя, и когда он делает жест, получается противоположное тому, чего он хотел». В вокальных способностях певца, однако, не было никаких сомнений. В 1719 году композитор Кванц, видевший его в постановке оперы Лотти Teofane в Дрездене, записал: «Он имеет мощный, ясный, ровный и сладкий контральто, с безупречной интонацией. Его манера пения виртуозна и его ораторское искусство не имеет себе равных. … Его лицо хорошо для сцены и его жесты естественны и благородны. К этим качествам надо присоединить величественную фигуру; но по своему виду он больше похож на героя, чем на любовника».
В 1715 году импресарио Дзамбеккари пишет о манере исполнения певца:
Сенезино по-прежнему ведет себя странно, он стоит неподвижно, как статуя, а если иногда и делает какой-то жест, то прямо противоположный ожидаемому. Его речитативы настолько же ужасны, насколько прекрасны были речитативы Николини, что касается арий, то их он исполняет хорошо, если ему случится быть в голосе. Но вчера вечером в лучшей арии он ушел вперед на два такта. Казати совершенно невыносим, и из-за его скучного патетического пения, и из-за его непомерной гордыни, он объединился с Сенезино, и они не испытывают почтения ни к кому. Поэтому никто не может их видеть, и почти все неаполитанцы считают их (если о них вообще думают) парой самодовольных евнухов. Они никогда не пели у меня, в отличие от большинства оперных кастратов, выступавших в Неаполе; только этих двоих я никогда не приглашал. И теперь я могу утешаться тем, что все относятся к ним плохо.

## Сенезино и Гендель
В 1720 году, после ссоры с придворным композитором Хайнихеном, приведшей к увольнению певца, Сенезино начал работать у Генделя как primo uomo (главный мужской голос) в Королевской музыкальной академии. Первое своё выступление он совершил в Radamisto 28 декабря, за что получил огромную сумму: по разным источникам, от 2000 до 3000 гиней. Последующие 16 лет Сенезино провёл в Лондоне. В высших кругах общества он стал для многих другом. Он сблизился, среди прочих, с герцогом Шандо, лордом Бёрлингтоном и ландшафтным дизайнером Уильямом Кентом; кроме того, он собрал прекрасную коллекцию картин, редких книг, научных приборов и других ценных предметов, в том числе серебряный сервиз, сделанный известным Полем де Ламери.

Хотя он и исполнил 17 ведущих партий в операх Генделя (включая Юлия Цезаря, Орландо и Бертардио в «Роделинде»), его отношения с композитором были достаточно бурными: «один был упрям; другой в равной степени скандальный», — как пишет современный им историк Мэйнворинг. После того, как в 1728 году Королевская академия Генделя закрылась, Сенезино выступал в Париже (1728 год) и Венеции (1729 год), но в 1730 году восстановил сотрудничество с Генделем, исполнив партии в четырёх новых операх и ораториях, а в 1732 году пел в опере «Ацис и Галатея». Его антипатия к Генделю стала столь велика, что в 1733 году Сенезино вошёл в состав враждебной Генделю Дворянской оперы. Там он пел совместно с великим сопрано Фаринелли, также кастратом, и их совместное выступление стало знаменито происшествием; историк музыки Чарлз Бёрни так описал его: 
У Сенезино была партия яростного тирана, а у Фаринелли несчастного героя в цепях; но за первую арию пленник так смягчил сердце тирана, что Сенезино, забыв о своём сценическом образе, подбежал к Фаринелли и обнял его.

## Возвращение в Италию и выход на покой
В 1736 году Сенезино покинул Англию, участвовал в нескольких итальянских постановках: он выступал во Флоренции с 1737 по 1739 год, и затем по 1740 год в Неаполе, где совершил свой последний выход на сцену в опере Порпора «Il trionfo di Camilla». К этому времени стиль его пения воспринимался публикой как старомодный. Он удалился в свой родной город, построил там дом, наполненный английской мебелью и вещицами — он любил чай (он устроил, или, во всяком, случае попытался устроить в доме жизнь на английский манер), держал чёрного слугу, обезьянку и попугая. Чудак с трудным характером, в последние годы своей жизни он часто ссорился с другими членами семьи, особенно со своим племянником и наследником Джузеппе.